# Башлам
Республиканский детский ансамбль песни и танца «Башла́м» имени Хаса́на Али́ева — известный чеченский детский вокально-танцевальный ансамбль, лауреат многих всесоюзных, всероссийских и международных конкурсов и фестивалей.

## История
Ансамбль был организован в 1969 году в селе Шатой Шатойского района Чечено-Ингушской АССР лауреатом многих Международных и Всесоюзных фестивалей народного творчества, а также Всемирного фестиваля молодежи и студентов в Москве (1957) Хасаном Алиевым. Название ансамбля происходит от чеченского названия горы Казбек.
Через три года после выступления в Москве на Всесоюзном конкурсе народного танца, посвященном 50-летию образования СССР, ансамбль получил звание Народного ансамбля. В 1973 году стал лауреатом Х Всемирного фестиваля молодежи и студентов по народным танцам в Берлине. В 1974 году в Тбилиси завоевал Гран-при первого фестиваля фольклорных танцев народов Кавказа «Золотой рог».
В дальнейшем ансамбль активно гастролировал, принимал участие во всесоюзных, а затем всероссийских и международных конкурсах и фестивалях и почти каждый год становился их победителем. В 1996 году деятельность ансамбля была прервана войной.
В течение 30 лет ансамблем руководил Хасан Алиев. После его смерти в 2003 году ансамбль возглавил выпускник Краснодарского государственного института культуры, заслуженный артист Чеченской Республики Яхсан Алиев, брат Хасана Алиева. Ансамбль получил статус государственного и был назван в честь своего основателя. На следующий год он возобновил гастроли, а ещё через год продолжил череду побед в международных конкурсах.
Ансамбль «Башлам» — лауреат трёх Международных телевизионных фестивалей «Радуга», участник съёмок художественных и документальных фильмов «Эхо в горах», «Слово о республике моей», «Махмуд Эсамбаев — поэт танца», «Утро в горах» и других.
29 февраля в Доме Правительства РФ Яхсану Алиеву был вручён диплом лауреата Премии Правительства РФ в области Культуры за создание концертной программы «Кавказу — мирное небо!».

## Победы в конкурсах и фестивалях
| Год  | Город            | Конкурс | Результат                         |
| ---- | ---------------- | --- | --------------------------------- |
| 1972 | Москва           | Международный конкурс народных танцев, посвященный 50-летию образования СССР                                              | Гран-при                          |
| 1973 | Берлин           | Х Всемирный фестиваль молодежи и студентов                                                                                | лауреат                           |
| 1974 | Тбилиси          | 1-й фестиваль фольклорных танцев народов Кавказа «Золотой рог»                                                            | Гран-при                          |
| 1975 | Будапешт         | 1-й Всемирный фестиваль стран социалистического содружества                                                               | Гран-при                          |
| 1976 | Сочи             | 1-й Всесоюзный фестиваль самодеятельного творчества трудящихся                                                            | Главный приз «Жемчужное ожерелье» |
| 1977 | Москва           | Всесоюзный и Международный фестиваль, посвященный 60-летию СССР                                                           | Гран-при                          |
| 1978 | Прага            | Международного фестиваля народных танцев                                                                                  | Гран-при «Хрустальная ваза»       |
| 1984 | Сопот (Польша)   | Международного фестиваля песни, танца и музыки                                                                            | Гран-при «Золотой топорик»        |
| 1985 | Москва           | 2-й Всесоюзный фестиваль самодеятельного творчества трудящихся, посвященный 40-летию Победы в Великой Отечественной войне | лауреат                           |
| 1986 | Бухарест         | Международный фестиваль народных танцев                                                                                   | Гран-при                          |
| 1987 | Москва           | Всесоюзный и Международный фестиваль-конкурс народных танцев, посвященный Великой Октябрьской Революции                   | лауреат                           |
| 1991 | Сухуми           | Всесоюзный конкурс фольклорных танцев народов Кавказа                                                                     | лауреат                           |
| 1996 | Варна            | Международный фестиваль                                                                                                   | Лауреат                           |
| 2005 | Ялова (Турция)   | 2-й фестиваль «Танцы народов Кавказа»                                                                                     | лауреат                           |
| 2006 | Ялова            | 3-й фестиваль «Танцы народов Кавказа»                                                                                     | лауреат                           |
| 2006 | Стамбул (Турция) | 1-й фестиваль «Танцев Терских народов»                                                                                    | лауреат                           |
| 2007 | Москва           | Международный фестиваль «Москва встречает друзей»                                                                         | лауреат                           |
| 2007 | Юрмала (Латвия)  | Международный фестиваль «Дети Мира за Мир»                                                                                | лауреат                           |
| 2007 | Ялова            | 4-й фестиваль «Танцы народов Кавказа»                                                                                     | лауреат                           |
| 2008 | Москва           | 5-й Международный фестиваль «Москва встречает друзей»                                                                     | лауреат                           |
| 2008 | Ялова            | 5-й фестиваль «Танцы народов Кавказа»                                                                                     | лауреат                           |
| 2009 | Ялова            | 6-й фестиваль «Танцы народов Кавказа»                                                                                     | лауреат                           |
| 2009 | Сочи             | 5-й Международный конкурс танцевальных пар и хореографических коллективов                                                 | лауреат                           |
| 2009 | Уфа              | Конкурс исполнителей танца «Баик»                                                                                         | лауреат                           |
| 2012 | Владикавказ      | Международный хореографический фестиваль «Танец дружбы»                                                                   | Гран-при                          |